# Zaprionus grandis
Zaprionus grandis är en tvåvingeart som först beskrevs av Kikkawa och Peng 1938.  Zaprionus grandis ingår i släktet Zaprionus och familjen daggflugor. Inga underarter finns listade i Catalogue of Life.